# Hôtel de ville de Louisville
L'hôtel de ville de Louisville (en anglais : Louisville City Hall) est le siège de l'administration de la ville de Louisville, dans l'État du Kentucky aux États-Unis. Le bâtiment, qui abrite le gouvernement de la cité, fut achevé en 1873. Il est situé dans le quartier de Downtown Louisville et est classé dans le Registre national des lieux historiques depuis 1976.
Depuis la fusion en 2003 des institutions de la ville de Louisville avec celles du comté de Jefferson, le bâtiment abrite les bureaux du gouvernement de la zone métropolitaine de Louisville ainsi formée. L'ancien bâtiment du comté (Jefferson County Courthouse) accueille de son côté les bureaux du maire de la zone métropolitaine.

## Histoire
Avant sa construction en 1873, le gouvernement local ne possédait pas de bâtiment propre. Il utilisait plutôt des bâtiments du gouvernement du comté. Un concours en vue de choisir l'architecture du bâtiment fut lancé en 1867 et remporté par l'architecte local John Andrewartha, qui empocha 500 dollars.
Les pierres calcaires provenaient de carrières de la localité de White River près de Salem dans l'Indiana. La construction débuta en 1870 et le coût total s'éleva à 464 778 dollars. L'extérieur fut rénové plusieurs fois, mais sans grands changements. Par contre, l'intérieur a été plusieurs fois complètement retravaillé.
Un bâtiment annexe de style gréco-romain, dessiné par Cornelius Curtin, fut construit à l'ouest de l'hôtel en 1909. En 1937, une caserne de pompiers datant de 1891 fut intégrée au complexe. Le bâtiment, qui abritait les institutions locales, a vite porté le sobriquet de Sinking Fund Building (qui pourrait se traduire par bâtiment à la tirelire sans fond) en référence aux taxes instaurées par son gouvernement.
Les trois bâtiments sont classés dans le registre des lieux historiques depuis 1976.

## Architecture
L'architecture du bâtiment est un mélange de style classique italien et du second Empire français. Un fronton à l'entrée principale possède un relief avec le sceau de Louisville, un train à vapeur et l'inscription Progress, 1871. Le bâtiment possède trois niveaux et une cave surélevée. Il est surmonté d'une tour horloge de près de 60 mètres avec mansarde. La tour abrite une cloche de 3 tonnes qui ne sonne plus depuis 1968.

## Galerie

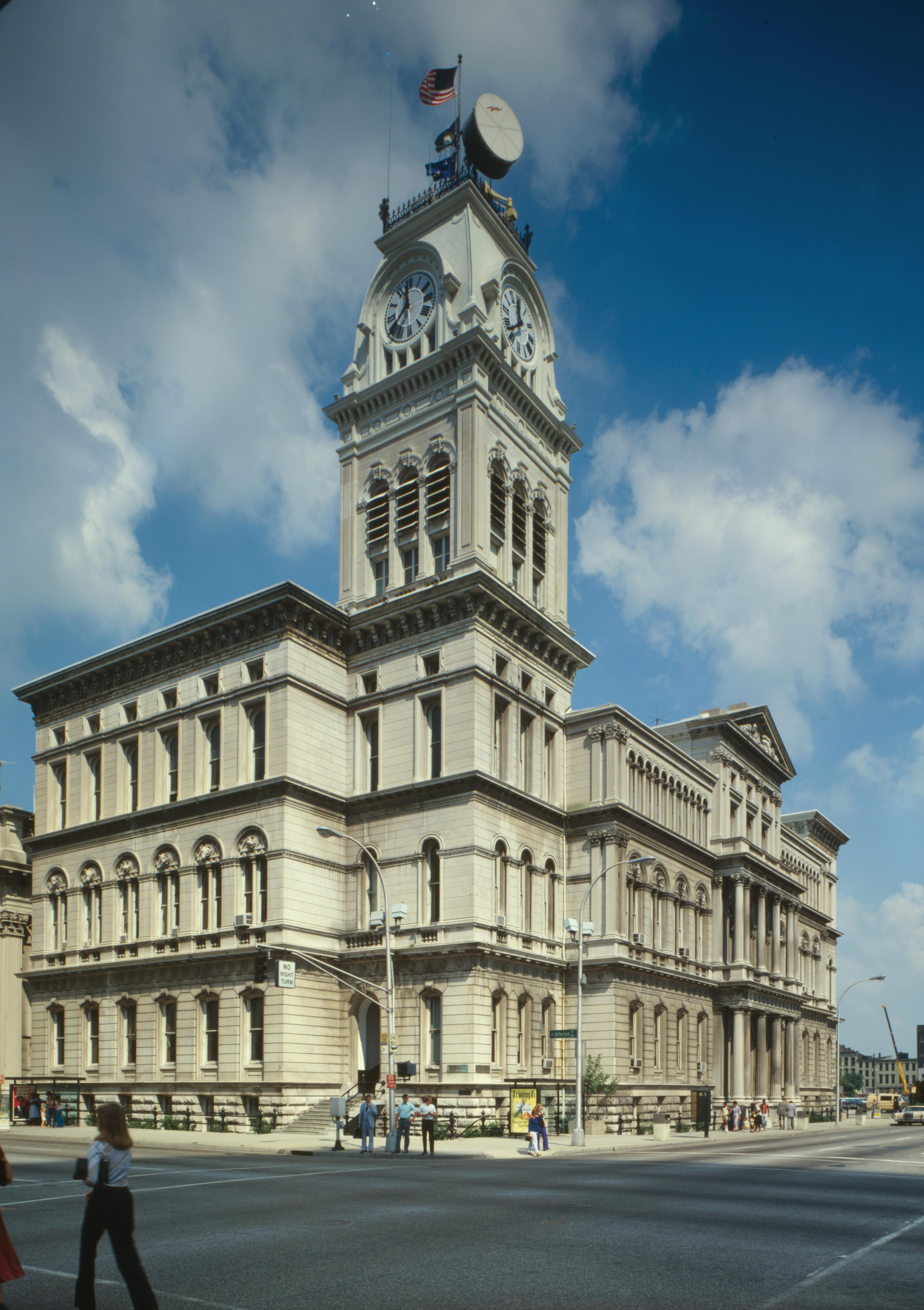
Louisville City Hall
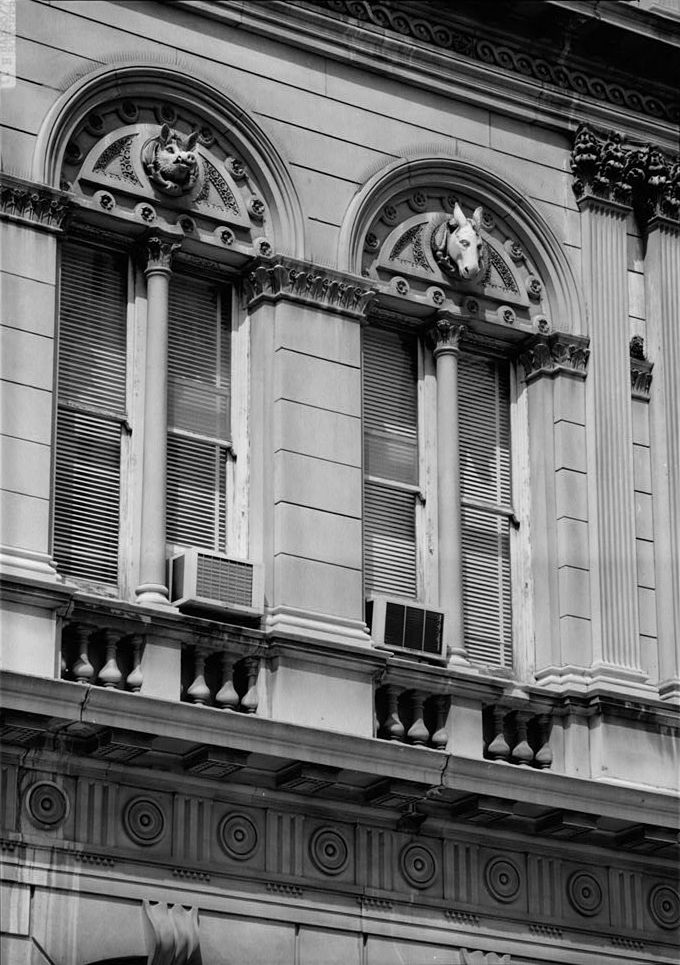
Gros plan sur les decorations des fenêtres